# ピレオロフォール

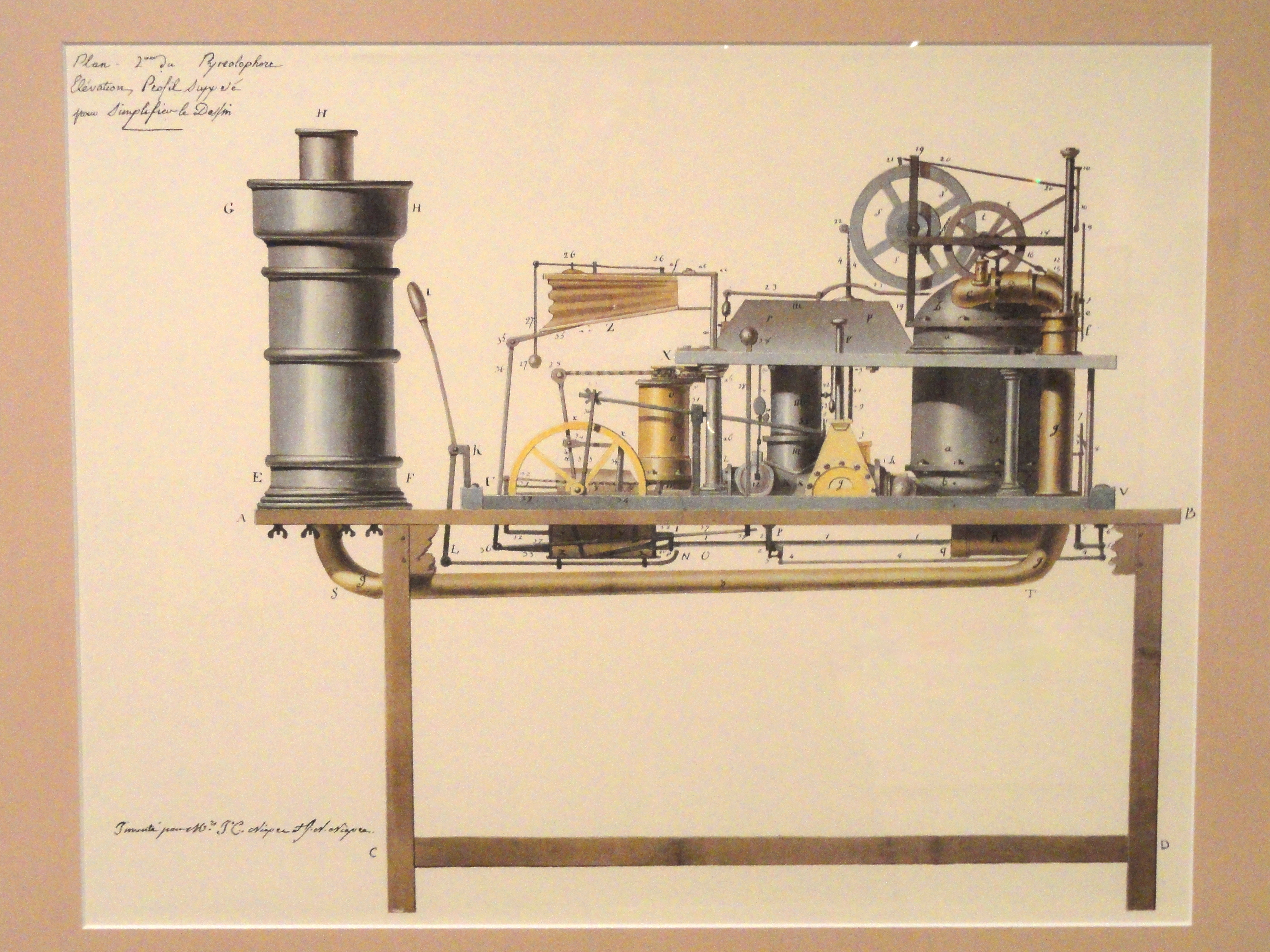
ピレオロフォールの図

ピレオロフォール（Pyréolophore）とは、1807年にニセフォール・ニエプスが兄クロードと共に開発した世界初の実動する内燃機関。

## 概要
1807年にニセフォール・ニエプスが兄クロードととも開発した世界初の実動する内燃機関で燃料には当初はヒカゲノカズラの胞子を使用して後に微粉炭を使用して粉塵爆発を制御する形で機能する機関であり、ソーヌ川でボートにそれを設置して推進させることに成功した。10年後には、世界初の燃料噴射で動作する内燃機関を製作している。実用化するにはまだまだ不十分な箇所があり、兄弟は共同で開発を重ねたものの、当時、既に実用化されていた蒸気機関に対して競争力のある内燃機関の実用化には至らなかった。
ニエプスには発明の才はあったものの、商才は欠けていたらしく、ピレオロフォールの事業化に失敗した。

## 構造
密閉された銅製の容器内で粉塵を燃焼させて膨張した空気でピストンを駆動する。原始的ながらも内燃機関の基本要素を備えていた。